# Жужла
Жужла (Жужилка) — река в России, протекает в Балахнинском районе Нижегородской области. Устье реки находится в 2257 км по правому берегу реки Волга. Длина реки составляет 18 км.
Исток реки в заболоченных торфяниках в 11 км к юго-западу от центра Балахны. Река течёт на северо-восток, верхнее и среднее течение проходит по ненаселённому заболоченному лесу. В нижнем течении на правом берегу посёлок Лукино, на левом — южные окраины Балахны. С рекой соединяется сеть мелиоративных канав.

## Данные водного реестра
По данным государственного водного реестра России относится к Верхневолжскому бассейновому округу, водохозяйственный участок реки — Волга от Горьковского гидроузла и до устья реки Ока, речной подбассейн реки — Волга ниже Рыбинского водохранилища до впадения Оки. Речной бассейн реки — (Верхняя) Волга до Куйбышевского водохранилища (без бассейна Оки).
Код объекта в государственном водном реестре — 08010300512110000017367.